# Музурович, Фуад
Фуад Музурович (черног. Фуад Музуровић; род. 3 ноября 1945, Биело-Полyе) — югославский футболист и боснийский футбольный тренер. Он был дважды главным тренером сборной Боснии и Герцеговины, в 1995—1998 и 2006—2007 годах, но квалифицироваться на крупные турниры не смог.

## Карьера игрока
Несмотря на то, что Фуад не имеет опыт игры в сборной, его хорошо помнят защитником двух балканских клубов: Единство (Биело-Поле) и ФК Сараево. С последним клубом, Музурович выиграл Первую лигу Югославии, в сезоне 1966/1967.

## Карьера тренера
Его хорошие навыки тренера дали возможность быть тренером в различных клубах, но с ними он не завоевал много трофеев. Фуад тренировал ФК «Сараево» три раза. Первый раз, с 1977 по 1981 года, с «Сараево» стал вице-чемпионом Первой лиги Югославии, в сезоне 1979—1980. Во второй раз (1991—1992) трофеев не было, так как в это время шла Боснийская война. В третий раз, с 1993 по 1996 года, Сараево стал вице-чемпионом Чемпионат Боснии и Герцеговины, в сезоне 1994/1995. С 1983 по 1984 года, Музурович тренировал «Приштину», с которой добился лучшего результата в Первой лиги Югославии за всю историю клуба — 8-е место. После, в 1987 году, стал тренером турецкого Адана Демирспора. После войны, Музурович стал первым тренером Сборной Боснии и Герцеговины. Многим запомнилась домашняя победа Боснии над Сборной Дании, на Отборочном турнире ЧМ 1988, со счетом 3-0. После провальной квалификации (4 из 5 место), тренером сборной, в 1998 году, стал Джемалудин Мушович. Два месяца, в сезоне 1998/199, он тренировал турецкий «Аданаспор», потом, в 1999 году, Фуад отправился тренировать катарский «Аль-Араби» из Дохи. В 2002 году был тренером египетского «Аль-Масри». Последним клубом, которым Фуад тренировал — японский «Сересо Осака», в 2004 году. За него он провел 2 матча, после чего был уволен. Это 2-е, по времени, увольнение в Джей-лиге.

## Достижения

### Как игрок
- Чемпион Югославии: 1966/67

### Как тренер
- Обладатель Кубка Боснии и Герцеговины: 2001/02